# Zu den heiligen Schutzengeln (Hennigsdorf)

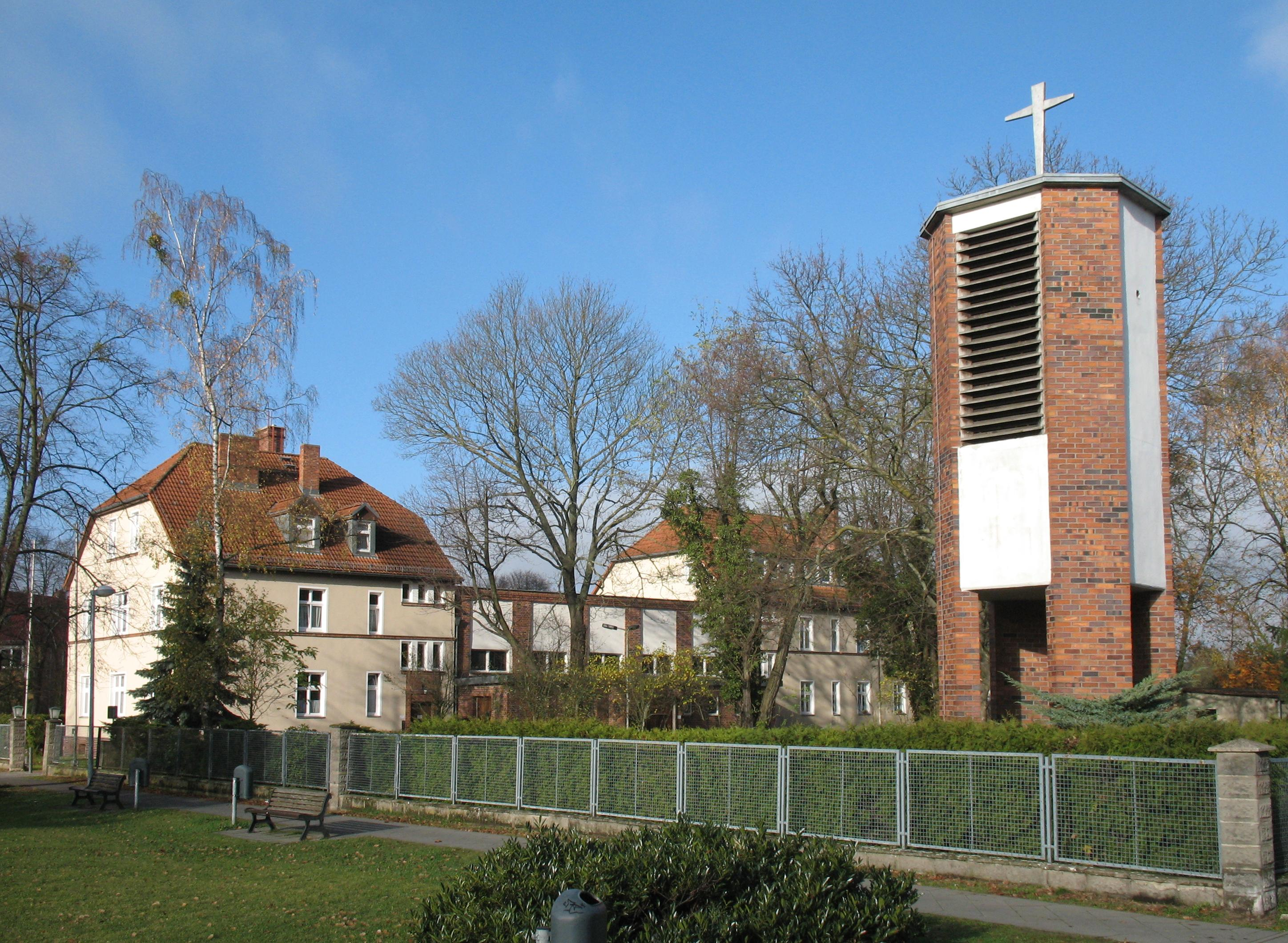
Katholische Kirche am Adolph-Kolping-Platz, 2013, von links nach rechts: Pfarrhaus, Kirche, Gemeindehaus, Glockenturm

Die Kirche Zu den heiligen Schutzengeln in Hennigsdorf ist ein katholisches Gotteshaus und gehört als Gemeinde- und Filialkirche seit 2025 zur Pfarrei Heiliger Maximilian Kolbe Oberhavel Süd im Erzbistum Berlin.

## Geschichte

### Vorgeschichte
Im benachbarten Velten begann bereits ab 1828 mit der Ansiedlung von Kachelöfenfabriken der Zuzug von Arbeitern aus allen Teilen Deutschlands. Weil darunter viele Familien katholischen Glaubens waren, führte dies zur Bildung einer katholischen Gemeinde und 1895/1896 zum Bau des Kirchengebäudes St. Joseph.
Diese Entwicklungen begannen in Hennigsdorf erst ab Ende der 1860er Jahre mit dem Bau einer Ziegelei, den August Burg finanzierte. Die Ziegelei entstand nördlich des Dorfes und mit einer einhergehenden Siedlungserweiterung entlang der Fabrikstraße und der heutigen Berliner Straße. Die Einwohnerzahl von Hennigsdorf stieg von etwa 400 vor der Errichtung der Ziegelei auf 610 im Jahre 1885 und circa 1200 im Jahre 1895. Im Zuge der Randwanderung der Berliner Industrie kam 1909/1910 schließlich der Elektrokonzern AEG mit mehreren Fabriken nach Nieder Neuendorf und Hennigsdorf, wodurch die Einwohnerzahl rasant anstieg und eine starke Siedlungstätigkeit einsetzte. Im Ersten Weltkrieg entstand zudem ab 1917 nördlich der Ziegelei das Stahl- und Walzwerk Hennigsdorf. Die Zahl der Einwohner erhöhte sich erneut von etwa 2750 im Jahre 1910 auf etwa 7600 etwa 15 Jahre später. Unter den zugezogenen Arbeitern und ihren Familien waren viele aus Schlesien, Oberschlesien und dem Rheinland, die meisten davon katholisch. Sie wurden zuerst von der katholischen Kirchengemeinde in Velten betreut. Im Schuljahr 1908/09 waren von 407 Schülern 49 katholischen Glaubens, ein Lehrer aus Velten erteilte katholischen Religionsunterricht. 1912 wurde die Anstellung einer katholischen Lehrerin beschlossen, der Anteil der katholischen Kinder an der Volksschule stieg weiter. In Hennigsdorf lebten jetzt 550 Katholiken. Der katholische Pfarrer aus Velten nahm ab 1921/1922 an den Sitzungen des Hennigsdorfer Schulvorstandes teil. Noch 1913 wurde ein Kirchenbauverein gegründet, Geld gesammelt und ein Grundstück von den Emil Cohn’schen Erben erworben. Der Bau einer Kirche kam jedoch vorerst nicht zur Ausführung, stattdessen wurden Heilige Messen in Baracken, einer nicht mehr genutzten Aussegnungshalle und einem umgebauten Pferdestall gehalten. Sonntags versammelten sich die Katholiken und liefen gemeinsam zur Messe nach Velten. Der Raum Oranienburg-Velten-Hennigsdorf gehörte zu dieser Zeit noch zum Bistum Breslau.

### Kuratie, erster Kurator, Namensgebung
1924 schickte der Breslauer Kardinal Bertram den bisherigen Kaplan Joseph Maria Zawacki von Berlin-Oberschöneweide nach Hennigsdorf, um eine katholische Gemeinde aufzubauen. Der Hennigsdorfer Seelsorger führte ab Anfang 1925 erste Taufen und Trauungen durch. Die neue Gemeinde schied aus dem Pfarrverband Velten aus und wurde formell 1927 als Kuratie errichtet. Zur Kuratie Hennigsdorf gehörten außerdem die umliegenden Orte Bötzow (mit Neu-Bötzow), Wansdorf (Dorf und Gutsbezirk), Schönwalde (Dorf und Gutsbezirk) sowie der Gutsbezirk Hohenschöpping und die Forstgutsbezirke Hohenschöpping und Nieder Neuendorf. Zawacki kam am 2. Oktober 1924 nach Hennigsdorf. Weil dies in der katholischen Kirche der Schutzengeltag ist, bekam die Kirchengemeinde und die Kirche den Namen Zu den heiligen Schutzengeln. Die Gemeinde war dem Archipresbyterat Berlin-Reinickendorf zugeordnet.

### Bau der ersten Kirche
(Notkirche)

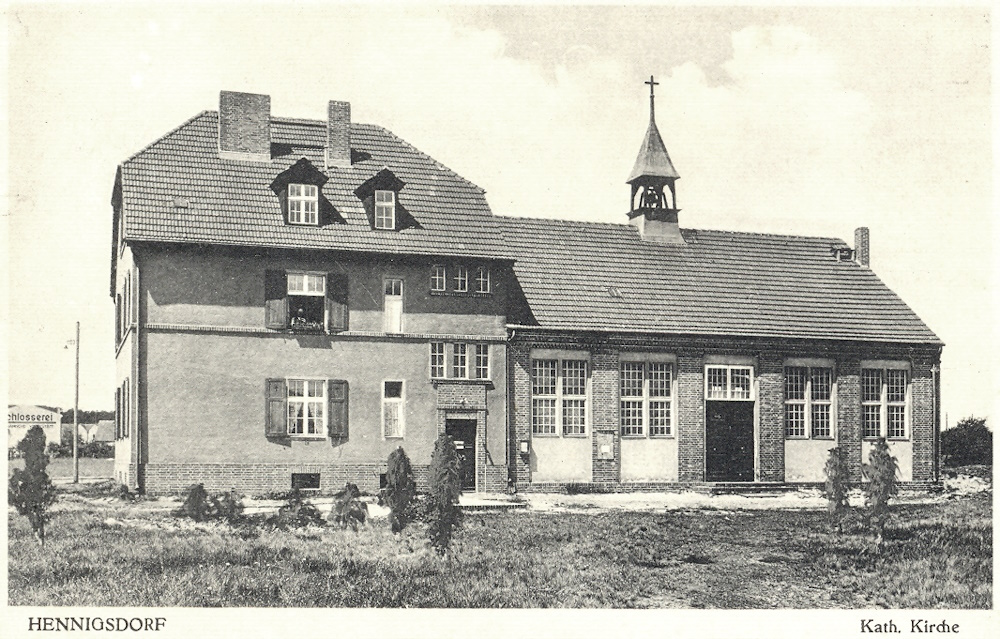
Katholische Kirche, Ende der 1920er Jahre, links das Pfarrhaus (Stadtarchiv Hennigsdorf)

Noch 1924 stellte das Stahl- und Walzwerk Hennigsdorf ein neues Grundstück an der Blumenstraße Ecke Fontanestraße zur Verfügung. Das 1913 zuerst erworbene Grundstück wurde zurückgegeben. Mit viel Eigenleistung, als Baumeister fungierte ein Mitglied der Gemeinde, entstand ein einfacher, schlichter Kirchenbau. Dieser wurde am 20. Dezember 1925 von Weihbischof Deitmer geweiht und immer als Notkirche bezeichnet. Das Satteldach wurde von einem Dachreiter mit Kreuz und einer kleinen Glocke bekrönt. Die Kirche hatte die Anschrift Blumenstraße 2. Südlich an das Kirchengebäude wurde 1926 ein Pfarrhaus angebaut, der Pfarrer wohnte bis zur Fertigstellung bei einer Familie ganz in der Nähe. Bis 1931 entstand nördlich angebaut nach fast dreijähriger Bauzeit in demselben Stil das Gemeindehaus. In diesem befand sich auch Wohnraum, u. a. für alleinstehende katholische Arbeiter des Katholischen Gesellenvereins. Ins Gemeindehaus zogen zudem Salvatorianerinnen aus Berlin-Waidmannslust. Daher wurde neben einer Küche auch ein Kindergarten für 40 bis 50 Kinder eingerichtet, der bis heute besteht. Ebenfalls noch 1931 fand eine Fronleichnamsprozession mit etwa 1200 Gläubigen statt. Durch das einerseits bis noch vor wenigen Jahren rein lutherisch geprägten, andererseits seit etwa einem Jahrzehnt aufgrund einer starken und politisierten Arbeiterschaft mehr und mehr roten Hennigsdorf sorgte die Prozession für Aufsehen und Missfallen. In der bisherigen evangelischen Schule entstand 1926 zuerst eine katholische Schulklasse und schließlich eine selbstständige katholische Schule mit eigener Schulleitung. 1930 wurden die Hennigsdorfer Katholiken dem neu gegründeten Bistum Berlin zugeordnet. Seit 1932 stand dem jeweiligen Pfarrer ein Kaplan helfend zur Seite (bis 1995). Pläne, in Hennigsdorf ein repräsentatives Gotteshaus zu errichten, wurden zwar erarbeitet, kamen aber nicht zur Ausführung. Im Jahr 1933 betrug die Einwohnerzahl von Hennigsdorf 10149, davon waren 6294 evangelisch, 2343 katholisch, ein sonstiger Christ und neun Juden.

### Nationalsozialismus, Zweiter Weltkrieg
Als im Frühjahr 1934 katholische Jungschar-Mitglieder in Hennigsdorf – trotz anwesender Polizei – durch Hitlerjungen „überfallen“ wurden, war klar, dass auch die katholische Kirche zu Gegnern der Nationalsozialisten erklärt wurde. Zweimal kam die Gestapo in die kirchlichen Gebäude, verhörte Pfarrer Zawacki und beschlagnahmte Akten. Ähnlich erging es Ernst Thrasolt, der um 1935 im benachbarten und zur Hennigsdorfer Kuratie gehörenden Neu-Bötzow (Veltener Straße) lebte und seine Wohnräume für den sonntäglichen katholischen Gottesdienst zur Verfügung stellte. In Schönwalde fand 1936 die Messe im Spritzenhaus statt, später in einer Wohnlaube. Nach der nationalsozialistischen Ideologie wurden die Bekenntnisschulen abgeschafft, die ehemalige katholische Schule wurde zur Knabenschule (im heute noch bestehenden Lessinghaus an der Schulstraße), die ehemals evangelische zur Mädchenschule (heute Goethehaus). Auch in Hennigsdorf bekannten sich einige Personen zu den Deutschen Christen, darunter Lehrer des Hennigsdorfer Reform-Realgymnasiums. Nach Beginn des Zweiten Weltkriegs wurde Hennigsdorf ein wichtiger Standort der Rüstungsindustrie, im gesamten Stadtgebiet entstanden Barackenlager für Kriegsgefangene und Zwangsarbeiter, von denen vor allem die aus Polen, Frankreich, Italien und der Tschechoslowakei römisch-katholisch waren. Pfarrer Zawacki setzte sich immer wieder über alle Verbote hinweg, betreute die sich größtenteils unfreiwillig in Hennigsdorf aufhaltenden Menschen seelsorgerisch und führte Taufen, Trauungen und Bestattungen unter ihnen durch; er und seine Mitstreiter hielten Teile der Gottesdienste in polnischer Sprache. In der Nacht vom 26. auf den 27. November 1943 detonierte westlich von Hennigsdorf eine Luftmine im Wald. Durch den Luftdruck entstanden Schäden im Ort an Dächern und Fenstern. „Auch in unserer Kapelle hatten wir den Verlust der bunten Fenster an der Westseite zu beklagen, die sämtlich eingedrückt worden sind. Sie stammten noch aus der alten Hedwigskirche und waren im Jahre 1935 ... zusammengesetzt worden.“ Im Schuljahr 1943/1944 besuchten 741 Schülerinnen und Schüler die Hennigsdorfer Schulen, davon waren 510 evangelisch, 206 katholisch und 25 gottgläubig. Am Sonntagmittag des 18. März 1945 griffen die Alliierten Berlin aus der Luft an, die USAAF flog dabei einen gezielten schweren Luftangriff auf die Hennigsdorfer AEG-Werke, bei dem die Fabrik erheblich zerstört wurde. Pfarrer Zawacki berichtet in seiner Chronik über den 18. März: „Uns gegenüber fielen auf das freie Gelände mehrere große Bomben, durch die ein Teil unserer Fensterscheiben zertrümmert wurden. Am meisten ist das Pfarrhaus mitgenommen worden, das gerade nach der Südseite die Front hatte.“ Spätestens ab Februar 1945 war in allen Hennigsdorfer Schulgebäuden Militär untergebracht. Somit standen diese für den Unterricht nicht mehr zur Verfügung. Wie die evangelische Kirche diente auch die katholische Kirche in dieser Zeit als Unterrichtsraum (außerdem das Kino und eine Gaststätte). Als die Rote Armee mit den verbündeten polnischen Streitkräften Hennigsdorf am 22. April 1945 einnahm, feierte Zawacki am Morgen und am Vormittag mehrere heilige Messen, am späten Vormittag kamen Rotarmisten in die Kirche, ließen aber die kirchlichen Gebäude und die sich darin aufhaltenden Menschen in Ruhe.

### Sowjetische Besatzungszeit, DDR, Pfarrei, Kirchenneubau
Am 25. April schwiegen in der Hennigsdorfer Ortsmitte die Waffen. In die Baracken der befreiten Kriegsgefangenen und Zwangsarbeiter zogen Umsiedler, wie die vertriebenen und geflohenen Menschen aus den Gebieten östlich von Oder und Neiße oder aus dem Sudetenland genannt wurden. Wieder kamen viele Katholiken nach Hennigsdorf. Sowohl die sowjetische Administration als auch die DDR-Organe hatten ein Auge auf die Aktivitäten der katholischen Kirche. Das in West-Berlin erscheinende katholische Petrusblatt für das Bistum Berlin wurde im März 1953 in der DDR verboten und später durch das in Ost-Berlin herausgegebene St. Hedwigsblatt ersetzt. Als der nördliche Bereich der Fontanestraße 1954/1955 neu trassiert wurde, kam es zu einem Grundstückstausch zwischen der Stadt Hennigsdorf und der katholischen Kirche, für abgetretenes Land östlich der Kirche (bis zur Alten Fontanestraße) erhielt die Kirchengemeinde eine Ausgleichsfläche nördlich an das Gemeindehaus angrenzend; einige Jahre später entstanden die Wohnblöcke an der (neuen) Fontanestraße. 1957 wurde die bisherige Kuratie formell zur Pfarrei erhoben. Schon bald nach dem Krieg war das Kirchengebäude zu klein, Anfang der 1970er Jahre war es baufällig und wurde 1977 durch einen mithilfe eines Kirchenbauprogramms in der DDR finanzierten Neubau ersetzt. Weihnachten konnte der erste Gottesdienst gefeiert werden, die Weihe erfolgte am 28. Mai 1978 durch Kardinal Alfred Bengsch. Wie bereits vorher wurden Bauleistungen durch Mitglieder der Kirchengemeinde oder katholische Arbeiter des Stahlwerkes verrichtet. 1986 wurde der 10 Meter hohe Glockenturm gebaut, in den erst 1990 zwei bei der Glockengießerei Metz in Karlsruhe gegossenen Glocken eingehängt wurden, die am 21. November 1990 von Weihbischof Wolfgang Weider geweiht wurden. An der Kirche stehen Gedenksteine für Pfarrer Zawacki und seinen Nachfolger Bernhard Skierde. In der Wendezeit fanden Gebete und Gespräche in den Räumen der katholischen Kirche statt, am Montag, dem 30. Oktober 1989 endete ein Demonstrationszug an und in der katholischen Kirche. Weitere Gesprächsrunden und Demonstrationen folgten, auch Versammlungen zur Vorbereitung der Kommunalwahl im Mai 1990 fanden statt.

### Nach 1989/1990
Nach dem Fall der Berliner Mauer und nach der Herstellung der Einheit Deutschlands konnte es wieder Kontakte nach West-Berlin und Westdeutschland geben, in Hennigsdorf entstand eine Caritas-Sozialstation.

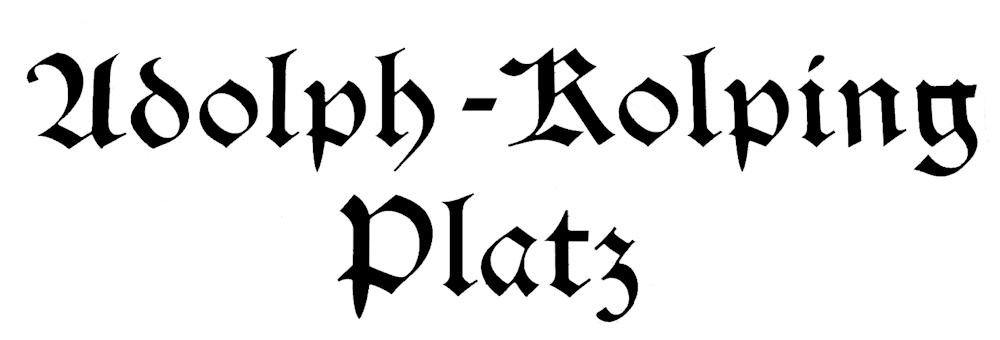
Straßenschild am Platz vor der Kirche

1991 wurde die bis dahin namenlose Fläche südlich der Kirche offiziell Adolph-Kolping-Platz genannt, seit 2001 ist die postalische Anschrift der Kirche Adolph-Kolping-Platz 1. Die vorher zum Dekanat Nauen gehörige Kirchengemeinde wurde 1993 dem Dekanat Oranienburg unterstellt. In den folgenden Jahren erfolgten Umbauten an und in den kirchlichen Gebäuden und eine Umgestaltung der Freiflächen, vor allem des Kindergartens.
Seit dem 4. April 2019 bildeten die drei Pfarrgemeinden Herz Jesu in Oranienburg zusammen mit dem Karmel St. Teresa in Birkenwerder und Zu den Heiligen Schutzengeln in Hennigsdorf den pastoralen Raum Hennigsdorf-Oranienburg-Birkenwerder.
Zum 1. Januar 2025 wurde die neue Pfarrei Hl. Maximilian Kolbe Oberhavel Süd errichtet, deren Sitz und Pfarrkirche die Oranienburger Herz Jesu-Kirche ist. Die Pfarrei wählte zunächst Maximilian Kolbe als ihren Namenspatron, um die Erinnerung an das Unrecht wachzuhalten, das in den Konzentrationslagern Oranienburg und Sachsenhausen geschah. Beide Lager befinden sich auf dem Pfarreigebiet. Die feierliche Eröffnung fand am Samstag, 18. Januar 2025, in der Kirche Zu den heiligen Schutzengeln in Hennigsdorf statt.
Zur neuen Pfarrei gehören rund 5.000 Katholiken in den Gemeinden St. Theresia, Zu den Heiligen Schutzengeln und Herz Jesu. Dadurch existieren in der neuen Pfarrei insgesamt acht Gottesdienststandorte sowie weitere Orte kirchlichen Lebens auf dem Gebiet der Pfarrei: ein Kloster mit Exerzitienhaus, eine Kindertagesstätte, eine Förderschule und ein Friedhof.

## Ausstattung
Ein 1939 in Oberammergau geschnitztes Kruzifix ist das älteste Ausstattungsstück der Kirche. Eine Marienstatue aus Buchenholz wurde 1981 aufgestellt und ersetzte eine Statue aus den HB-Werkstätten für Keramik von 1936. Altar, Tabernakel und Ambo entstanden Ende der 1970er Jahre, der Taufstein 2002, alles aus der Hand von Friedrich Schötschel.

## Orgel
Nachdem in den ersten Jahren des Bestehens der Kirche ein Harmonium benutzt wurde, erfolgte im August 1940 die Aufstellung einer Orgel in der Kirche. Sie wurde durch die Orgelbaufirma Carl Berschdorf aus Neisse erbaut und hat folgende Disposition:
| I Manual |                  |    |
| 1.       | Principal        | 8′ |
| 2.       | Rohrflöte        | 8′ |
| 3.       | Schweizer-Pfeife | 4′ |
| 4.       | Octave           | 2′ |
| 5.       | Mixtur III–IV    |    |

| II Manual |                   |        |
| 6.        | Gedackt           | 8′     |
| 7.        | Salicional        | 8′     |
| 8.        | Singend Principal | 4′     |
| 9.        | Nasat             | 2 ⁄3′  |
| 10.       | Nachthorn         | 2′     |
| 11.       | Terz              | 1 3⁄5′ |
| 12.       | Oboe              | 8′     |
|           | Tremulant         |        |

| Pedal |               |     |
| 13.   | Subbass       | 16′ |
| 14.   | Principalbass | 8′  |
| 15.   | Choralbass    | 4′  |

## Pfarrer/Pfarradministratoren (Auswahl)
- Joseph Maria Zawacki, 1924–1955
- Bernhard Skierde, 1955–1971
- Helmut Graefe, 1971–1994
- Rainer Lau, 1994–2000
- Paul-Heinz Schmidt, 2000
- Matthias Brühe, 2000–2010
- Fernando Yago Cantó, 2010–2017
- Johannes Schaan, 2017–2020
- Stefan Friedrichowicz, 2020–2021
- Matthäus Klein, 2021
- Vinsensius Nana Ekayana Visca, 2022–2024, seit 2025 Pfarrvikar der Pfarrei Hl. Maximilian Kolbe Oberhavel Süd
- Bruno Monn, seit 1. Januar 2025 als leitender Pfarrer der Pfarrei Hl. Maximilian Kolbe Oberhavel Süd im Team mit Diakon Marc Teuber[1][5]